# High Voltage Software
High Voltage Software (ou "HVS") é uma desenvolvedora de jogos de video game localizada em Illinois. Fundada em 1993, emprega hoje cerca de 130 funcionários. HVS desenvolveu diversos jogos, como Leisure Suit Larry: Magna Cum Laude, Starfleet Academy e Charlie and the Chocolate Factory.
A empresa anunciou recentemente o desenvolvimento do jogo The Conduit para o Nintendo Wii, o qual está sendo feito sem nenhuma públicadora até o momento.

## Jogos desenvolvidos
| Ano  | Título                                                       | Publicadora               | Plataformas                                             | Gênero                  | Potuação |
| ---- | ------------------------------------------------------------ | ------------------------- | ------------------------------------------------------- | ----------------------- | -------- |
| 2009 | The Conduit                                                  | Sega                      | Wii                                                     | FPS                     | TBD      |
| 2008 | Animales de la Muerte                                        | HVS                       | Wii (WiiWare)                                           | Tiro                    | TBD      |
| 2008 | Gyrostarr                                                    | HVS                       | Wii (WiiWare)                                           | Tiro                    | 80%      |
| 2008 | V.I.P. Casino: Blackjack                                     | HVS                       | Wii (WiiWare)                                           | Cassino                 | 43%      |
| 2008 | Go, Diego, Go!: Safari Rescue                                | 2k Play                   | PlayStation 2, Wii                                      | Aventura                | 73%      |
| 2007 | America's Army: True Soldiers (com Red Storm Entertainment)  | Ubisoft                   | Xbox 360                                                | Tiro em primeira pessoa | 44%      |
| 2007 | Tom Clancy's Ghost Recon Advanced Warfighter 2               | Ubisoft                   | PlaStation Portable                                     | Tiro                    | 63%      |
| 2007 | Ben 10: Protector of Earth                                   | D3 Publisher              | PlayStation 2, Wii, PSP                                 | Ação e Aventura         | 58%      |
| 2007 | Harvey Birdman: Attorney at Law                              | Capcom                    | PlayStation 2, PlayStation Portable, Wii                | Visual Novel            | 62%      |
| 2006 | Family Guy Video Game!                                       | 2K Games, Fox Interactive | PlayStation 2, Xbox, PlayStation Portable               | Aventura                | 50%      |
| 2006 | Blitz: Overtime                                              | Midway Games              | PlayStation Portable                                    | Esporte                 | 61%      |
| 2006 | The Grim Adventures of Billy & Mandy                         | Midway Games              | Nintendo GameCube, PlayStation 2, Game Boy Advance, Wii | Luta                    | 60%      |
| 2005 | Codename: Kids Next Door - Operation: V.I.D.E.O.G.A.M.E.     | Global Star Software      | GameCube, Xbox, PlayStation 2                           | Plataforma              | 53%      |
| 2005 | Call of Duty 2: Big Red One (Port de conteúdo)               | Activision                | GameCube                                                | FPS                     | 79%      |
| 2005 | 50 Cent: Bulletproof G Unit Edition                          | Vivendi Games             | PSP                                                     | Ação e aventura         | 54%      |
| 2005 | Charlie and the Chocolate Factory                            | Global Star Software      | PS2, Xbox, PC, GBA, GCN                                 | Ação e aventura         | 39%      |
| 2005 | Zathura                                                      | Take 2                    | PS2, Xbox                                               | Ação e aventura         | 45%      |
| 2004 | Leisure Suit Larry: Magna Cum Laude                          | Sierra Entertainment      | PlayStation 2, PC, Xbox                                 | Adventure               | 61%      |
| 2004 | Duel Masters                                                 | Atari                     | PlayStation 2                                           | Coleção de Cartãos      | 65%      |
| 2003 | The Haunted Mansion                                          | TDK                       |                                                         | Ação e aventura         | 69%      |
| 2003 | NBA Inside Drive 2004                                        | Microsoft                 |                                                         | Esporte                 | 75%      |
| 2003 | Hunter: The Reckoning: Redeemer                              | Interplay                 | Xbox                                                    | Ação e aventura         | 73%      |
| 2003 | Hunter: The Reckoning: Wayward                               | Interplay                 | PlayStation 2                                           | Ação e aventura         | 68%      |
| 2002 | Hunter: The Reckoning                                        | Interplay                 | Xbox, GameCube                                          | Ação e aventura         | 72%      |
| 2002 | Disney's Stitch: Experiment 626                              | Disney Interactive        | PlayStation 2                                           | Ação e aventura         | 63%      |
| 2002 | NBA Inside Drive 2002                                        | Microsoft                 |                                                         | Esporte                 | 78%      |
| 2002 | Monster Jam: Maximum Destruction                             | Ubisoft                   | PC                                                      | Combate veícular        | N/A      |
| 2002 | Baldur's Gate: Dark Alliance (Content Port)                  | Interplay                 | GameCube                                                | RPG                     | 79%      |
| 2000 | NFL Quarterback Club 2001                                    | Acclaim                   | DreamCast, N64                                          | Esporte                 | N/A      |
| 2000 | All-Star Baseball 2001 (with KnowWonder)                     | Acclaim                   | N64                                                     | Esporte                 | 85%      |
| 2000 | Ground Control: Dark Conspiracy (with Massive Entertainment) | Sierra Entertainment      | PC                                                      | Real-time tactics       | 81%      |
| 2000 | NBA Inside Drive 2000                                        | Microsoft                 | Xbox                                                    | Esporte                 | N/A      |
| 1999 | Lego Racers                                                  | LEGO Media                | PSX, N64, PC                                            | Corrida                 | 66%      |
| 1999 | Paperboy                                                     | Midway Games              | N64                                                     | Ação                    | 67%      |
| 1997 | NCAA Final Four '97                                          | Mindscape                 | PSX, PC                                                 | Esporte                 | 46%      |
| 1997 | World League Basketball                                      | Mindscape                 | PSX, PC                                                 | Esporte                 | N/A      |
| 1996 | Tempest X3                                                   | Interplay                 | PSX                                                     | Arcade                  | 63%      |
| 1996 | Tempest 2000                                                 | Interplay                 | Sega Saturn, Macintosh                                  | Arcade                  | 78%      |
| 1996 | NBA Hang Time                                                | Midway Games              | PC                                                      |                         | 57%      |
| 1996 | Fight For Life                                               | Atari                     | Atari Jaguar                                            |                         | N/A      |
| 1996 | NBA Jam: Tournament Edition                                  | Midway Games              | Atari Jaguar                                            |                         | 69%      |
| 1996 | NHL Open Ice                                                 | Midway Games              | PC                                                      | Esporte                 | N/A      |
| 1995 | Vid Grid                                                     | Jasmine                   | Atari Jaguar, Macintosh                                 |                         | N/A      |
| 1995 | Star Trek: Starfleet Academy                                 | Interplay                 | Sega 32X                                                |                         | N/A      |
| 1995 | Ruiner Pinball                                               | Atari                     | Atari Jaguar                                            |                         | N/A      |
| 1995 | White Men Can't Jump                                         | Atari                     | Atari Jaguar                                            |                         | N/A      |